# Montmeillant
Montmeillant é uma comuna francesa na região administrativa de Grande Leste, no departamento das Ardenas. Estende-se por uma área de 7,02 km². Em 2010 a comuna tinha 83 habitantes (densidade: 11,8 hab./km²).